# Emond de Dynter
Emond Ambrosii de Dynter (of: Emond van Dinther) (Grave, circa 1370 – Brussel, 17 februari 1449) was een afstammeling van het adellijke geslacht Van Dinther, afkomstig uit het gelijknamige dorp Dinther in Brabant. Vanaf 1412 was hij secretaris aan de Brusselse kanselarij van vier achtereenvolgende hertogen van Brabant en van Bourgondië, namelijk: Anton van Bourgondië, Jan IV van Brabant, Filips van Saint-Pol en Filips de Goede.
In opdracht van Filips de Goede schreef hij tussen 1443 en 1446 een kroniek over de geschiedenis van het hertogdom Brabant tot 1442: Chronica nobilissimorum ducum Lotharingiae et Brabantiae ac regnum Francorum. Hij loopt tot 1442 en werd in het Frans vertaald door Jehan Wauquelin, de secretaris van Filips de Goede.
In de 19e eeuw verzorgde Pierre de Ram een uitgave van de geschriften van De Dynter in drie kloeke banden.

## Publicaties
- Chronica nobilissimorum ducum Lotharingiae et Brabantiae ac regnum Francorum: Boeken I, II en III; Boeken IV en V; Boek VI
  - Oud-Franse vertaling van Jehan Wauquelin: Boeken I, II en III; Boeken IV en V; Boek VI
- Librunculus sive Brevis chronica Brabantiae (over de periode 1288-1418)
- Notae chronologicae (kerkelijke geschiedenis van Brabant)
- Mutatio antiqui et novi regiminis (ooggetuigenverslag over de periode 1421-1422)
- Oppida Brabantiae cum villis liberis atque pagis seriatim descripta

## Externe bron
- Biografie op Brabantserfgoed.nl
- Chronica nobilissimorum ducum Lotharingiae et Brabantiae ac regnum Francorum

- Bibliothèque nationale de France: cb104331532 (data)
- Gemeinsame Normdatei: 100107575
- International Standard Name Identifier: 0000 0001 1879 2286
- Nederlandse Thesaurus van Auteursnamen: 071311076
- Système universitaire de documentation: 133309177
- Virtual International Authority File: 88973268
- WorldCat: E39PCjH4CxTfyBTqQjyKDv4RfC

1. ↑  Biographie universelle ancienne et moderne.